# Димотика (дем)
 Тази статия е за административната единица.  За града, който е неин център, вижте Димотика.  
Димотика (на гръцки: Δήμος Διδυμοτείχου, Димос Дидимотиху) е дем в област Източна Македония и Тракия, Егейска Македония, Гърция. Център на дема е едноименният град Димотика (Дидимотихо).

## Селища
Дем Димотика е създаден на 1 януари 2011 година след обединение на две стари административни единици – демите Димотика и Метаксадес по закона Каликратис.

### Демова единица Димотика
Според преброяването от 2001 година демът има 18998 жители и в него влизат следните демови секции и селища:
- Демова секция Димотика
  - град Димотика (Διδυμότειχο, Дидимотихо)
  - манастир Животворящ източник (Ζωοδόχος Πηγή)
  - село Неи Псарадес (Νέοι Ψαθάδες)
- Демова секция Асвестадес
  - село Асвестадес (Ασβεστάδες)
- Демова секция Асименио
  - село Асименио (Ασημένιο)
- Демова секция Булгаркьой
  - село Булгаркьой (Ελληνοχώρι)
  - село Тиреа (Θυρέα)
  - село Лагос (Λαγός)
- Демова секция Исаакио
  - село Исаакио (Ισαάκιο, старо Исак паша)
- Демова секция Кароти
  - село Кароти (Καρωτή)
- Демова секция Куфовуно
  - село Куфовуно (Κουφόβουνο)
- Демова секция Киани
  - село Киани (Κυανή)
- Демова секция Мани
  - село Мани (Μάνη)
  - село Евгенико (Ευγενικό)
  - село Ситария (Σιταριά)
- Демова секция Петрадес
  - село Петрадес (Πετράδες)
- Демова секция Пименико
  - село Пименико (Ποιμενικό)
- Демова секция Прангио
  - село Прангио (Πραγγίο)
- Демова секция Мани
  - село Кулелибургас (Πύθιο)
  - село Ригио (Ρήγιο)
  - Гара (Σταθμός)
- Демова секция Ситохори
  - село Ситохори (Σιτοχώρι)
- Демова секция Софико
  - село Софико (Σοφικό)

### Демова единица Метаксадес
По данни от преброяването от 2001 година населението на дем Метаксадес (Δήμος Μεταξάδων) е 4486 души и в него влизат следните общински секции и села:
- Демова секция Метаксадес
  - село Метаксадес (Μεταξάδες)
  - село Авдела (Αβδέλλα)
- Демова секция Алепохори
  - село Алепохори (Αλεποχώρι)
  - село Поля (Πολιά)
- Демова секция Аспоронери
  - село Аспоронери (Ασπρονέρι)
  - село Ятрадес (Γιατράδες)
- Демова секция Врисика
  - село Врисика (Βρυσικά, старо Карабунар)
  - село Савра (Σαύρα)
- Демова секция Докса
  - село Докса (Δόξα)
- Демова секция Елафохори
  - село Елафохори (Ελαφοχώρι)
  - село Вриси (Βρύση)
  - село Хионадес (Χιονάδες)
- Демова секция Лади
  - село Лади (Λάδη)
- Демова секция Палюри
  - село Палюри (Παλιούρι)